# イルカと少年 (アニメ)
『イルカと少年』 (いるかとしょうねん、仏文：Oum le dauphin blanc) は、日本のエイケンとフランスのテルシアフィルムの合作によるテレビアニメである。

## 概要
平和な南海の小島で、白いイルカのウームと、13歳の少年ヤン、7歳の少女マリーナ、元水兵のパトリックおじさんとの冒険を描く。
フランスでは、1971年11月30日から1972年7月6日、O.R.T.F第二放送にて1話7分、全52話として放送された。その後、FR3にて1975年、1981年、1984年に再放送された。
日本では、1話28分、全13話として放送された。
関東地区では、1975年7月30日から同年8月15日まで、TBSにて放送された。放送時間は、月曜 - 金曜の18:00 - 18:30である。
なお、山形放送や仙台放送などの地方局では、関東地区での放送に先駆けて1974年に放送された（#放送局（日本）の節を参照）。
2013年にフランスでCGアニメーションによるリメイク版の制作が発表され、第1シーズンが2015年8月30日から、第2シーズンが2020年10月4日から放送された。なお、日本語版は制作されていない。

## 登場人物
| 役名                          | フランス版                               | 日本版   |
| ----------------------------- | ---------------------------------------- | -------- |
| Yann (ヤン少年)               | クロード・ヴァンサン (Claude Vincent )   | 森功至   |
| Marina (マリーナ)             | セブリーヌ・モリゾ (Séverine Morisot )   | 白石冬美 |
| Patrick (パトリック)          | フェルナン・ロゼーナ (Fernand Rauzena )  | 高塔正康 |
| Jean-Sebastien (セバスチャン) | ジェラール・リナルディ (Gérard Rinaldi ) | 大竹宏   |
| Mickaël (ミカエル)            | ？                                       | 川久保潔 |

## スタッフ
- 原作 - ブラディミエ・タルタ（フランス語版）、ルネ・ボルグ（フランス語版）、ガストン・ポンピエ・レイロルグ、マルク・ボネ
- キャラクターデザイン - ルネ・ボルグ、マルク・ボネ
- 作画監修 - 小室常夫
- アートディレクター - 亀崎経史
- 音楽 - ミシェル・ルグラン、小川寛興
- 制作 - エイケン
- 製作 - テルシアフィルム

## 主題歌

### フランス版
『Oum le Dauphin』
作詞 - ジャン・ドレジャ / 作曲 - ミシェル・ルグラン / 歌 - ミシェル・ルグラン

### 日本版
オープニングテーマ - 『キラキラ輝く太陽』
作詞 - 小崎唯彦 / 作曲 - 小川寛興 / 歌 - 白石冬美
エンディングテーマ - 『燃える太陽』
作詞 - 小崎唯彦 / 作曲 - 小川寛興 / 歌 - 森田克子とザ・プリティーズ

## 各話リスト

### 日本版
| 話数 | サブタイトル               | 脚色     | 演出     |
| ---- | -------------------------- | -------- | -------- |
| 1    | ナゾの難破船               | 広山明志 | 村山徹   |
| 2    | 海のギャング               | 広山明志 | 村山徹   |
| 3    | ようこそ! ミカエルおじさん | 広山明志 | 村山徹   |
| 4    | 南海のゆ～とぴあ           | 広山明志 | 村山徹   |
| 5    | マムームをたすけて!        | 伊橋昭   | 岡田宇啓 |
| 6    | わたしの赤ちゃん           | 伊橋昭   | 岡田宇啓 |
| 7    | ステキなおくりもの!        | 広山明志 | 村山徹   |
| 8    | ゆめの海底基地             | 伊橋昭   | 岡田宇啓 |
| 9    | マムームと女医さん         | 広山明志 | 村山徹   |
| 10   | チトームがいない           | 伊橋昭   | 岡田宇啓 |
| 11   | ボクは船長さん             | 広山明志 | 村山徹   |
| 12   | からっぽのお家             | 広山明志 | 岡田宇啓 |
| 13   | すばらしき海底都市         | 広山明志 | 村山徹   |

## 放送局（日本）
| 放送局         | 放送日時                                            | 放送期間                |
| -------------- | --------------------------------------------------- | ----------------------- |
| TBS            | 月曜 - 金曜 18:00 - 18:30                           | 1975年7月 - 8月         |
| 山形放送       | 木曜 17:30 - 18:00 木曜 18:00 - 18:30（最終回のみ） | 1974年1月 - 4月         |
| 仙台放送       | 土曜 18:00 - 18:30                                  | 1974年4月 - 7月         |
| 福島中央テレビ | 月曜 - 木曜 16:00 - 16:30                           | 1976年8月 - 9月         |
| 新潟放送       | 水曜 18:00 - 18:30                                  | 1974年6月 - 10月        |
| 毎日放送       | 金曜 18:00 - 18:30 月曜 18:00 - 18:30（最終回のみ） | 1975年1月10日 - 3月31日 |
| 大分放送       | 金曜 19:00 - 19:30                                  | 不明                    |

## 訴訟
- この作品とイルカのウームはネスレのチョコレート菓子「GALAK」のマスコットとして知られているが、2006年にキャラクター使用権をめぐりネスレと製作者との間で訴訟が起こっている[12]。

## 映像ソフト
- 「エイケンアニメグラフィティ・1」（東映ビデオ、VHS。1984年）に第3話が『鉄人28号（第1作）』・『のらくろ』・『遊星少年パピイ』と共に収録されている。
- パワースポーツ企画販売より、VHS全3巻が発売された。第1巻には第1 - 2話が、第2巻には第3 - 4話が、第3巻には第5 - 6話が収録されている。
- DVD「アニメの王国」シリーズ（ニューシネマジャパン）の一環として 第1 - 3話収録の「01」と、第4 - 6話「02」が発売された。
- 2021年3月31日にベストフィールドから全13話が収録されたBDが発売された。
- OPとEDは、1986年1月10日発売&レンタルの「TVアニメ主題歌大全集8 エイケン編」（VHS）と、1999年12月発売のリニューアル版「エイケンTVアニメ主題歌大全集」（VHS、レーザーディスク、DVD）に収録されている。